# Fraillicourt
Fraillicourt ist eine französische Gemeinde mit 171 Einwohnern (Stand: 1. Januar 2022) im Département Ardennes in der Region Grand Est (vor 2016 Champagne-Ardenne); sie gehört zum Arrondissement Rethel und zum Kanton Signy-l’Abbaye.

## Geographie
Fraillicourt liegt etwa 48 Kilometer nordnordöstlich von Reims. Umgeben wird Fraillicourt von den Nachbargemeinden Raillimont im Norden, Vaux-lès-Rubigny im Nordosten, Chaumont-Porcien im Osten und Südosten, Seraincourt im Süden, Renneville im Westen sowie Rozoy-sur-Serre im Nordwesten.

## Bevölkerungsentwicklung
| 1962                       | 1968 | 1975 | 1982 | 1990 | 1999 | 2006 | 2019 |
| -------------------------- | ---- | ---- | ---- | ---- | ---- | ---- | ---- |
| 328                        | 300  | 257  | 226  | 212  | 204  | 217  | 186  |
| Quellen: Cassini und INSEE |      |      |      |      |      |      |      |

## Bauwerke
- Kirche Notre-Dame, seit 1928 Monument historique

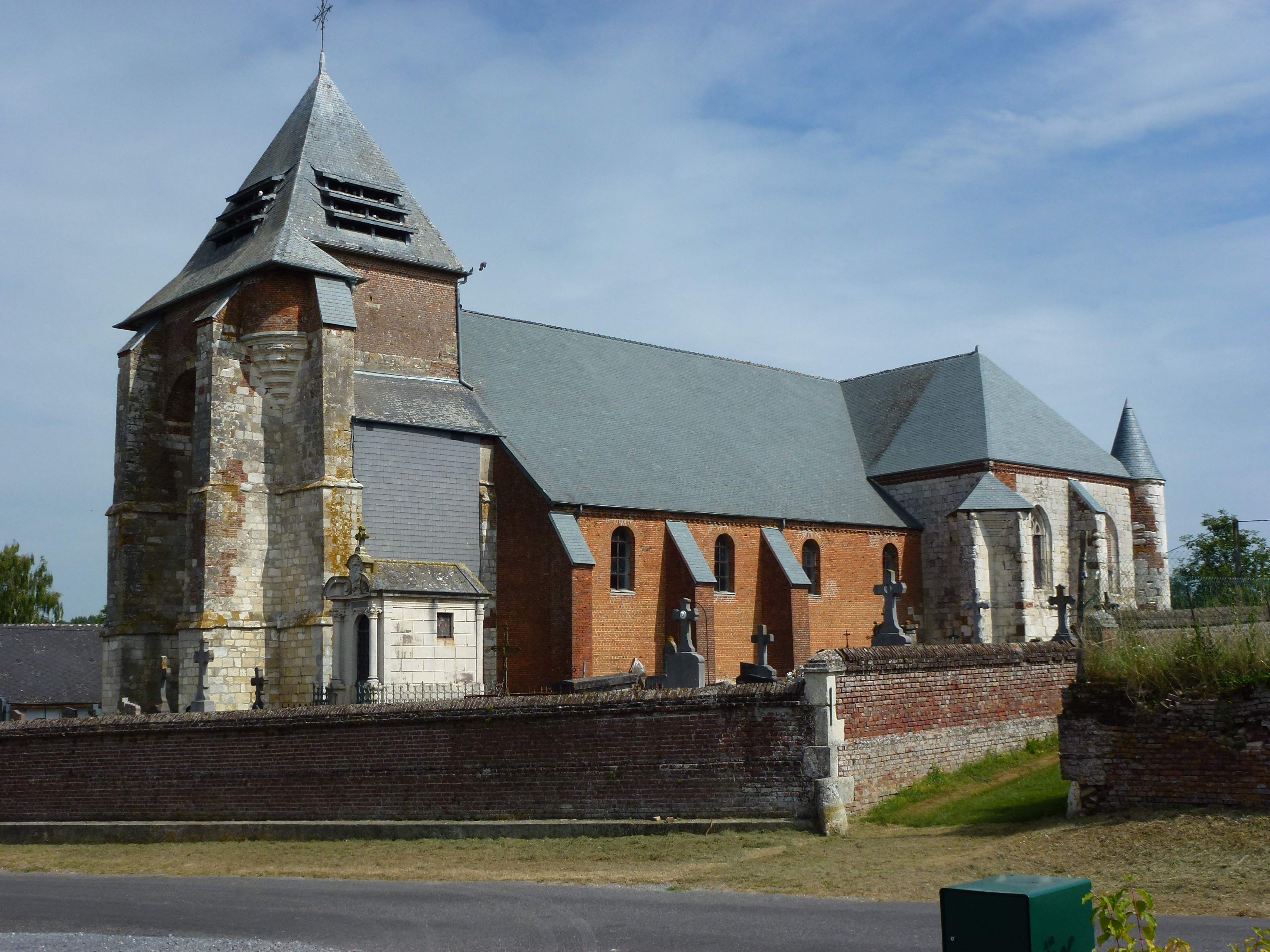
Kirche Notre-Dame